# Regeringen Themptander
Regeringen Themptander var Sveriges Regering fra 1884 til 1888. Ministeriet var udnævnt af  kong Oscar 2. af Sverige. 

## Statsminister
Robert Themptander var statsminister og leder af Kunglig Majestäts kansli. 

## Andre ministre

### Justitsministre
- Nils von Steyern (1880-1888).

### Udenrigsministre
- Carl Fredrik Hochschild (1880-1885).
- Albert Ehrensvärd den ældre (1885-1889).

### Finansministre
- Robert Themptander (1881–1886).
- Claës Gustaf Adolf Tamm (1886–1888).

### Konsultative statsråd
- Claës Gustaf Adolf Tamm (1884–1886).